# Listă de regizori belgieni
Aceasta este o listă de regizori de film belgieni:

Cuprins: Început - 0–9 A B C D E F G H I J K L M N O P Q R S T U V W X Y Z

## A
- Chantal Akerman
- R. Kan Albay
- Jean-Jacques Andrien

## B
- Tom Barman
- Rémy Belvaux
- Alain Berliner
- Bert Beyens
- Jacques Brel
- Jef Bruyninckx
- Jean-Marie Buchet
- Jan Bucquoy

## C
- Stijn Coninx
- Gérard Corbiau

## D
- Jean-Pierre Dardenne
- Luc Dardenne
- Emile Degelin
- Robbe De Hert
- Charles Dekeukeleire
- Eric de Kuyper
- André Delvaux
- E.G. de Meyst
- Dominique Deruddere
- Marc Didden
- Pieter Dirkx
- Frederik Du Chau
- Fabrice Du Welz

## E
- Geoffrey Enthoven

## F
- Jacques Feyder
- Anna Frijters

## G
- Jonas Geirnaert
- Noël Godin
- Felix Van Groeningen

## J
- Edward José

## K
- Yasmine Kassari
- Edith Kiel
- Julien Kerknawi
- Harry Kümel

## L
- Joachim Lafosse
- Benoît Lamy
- Bouli Lanners
- Boris Lehman
- Nicholas Lens
- Roland Lethem

## M
- Benoît Mariage
- Thierry Michel
- Ernst Moerman

## P
- Picha

## R
- Maurice Rabinowicz
- Jo Röpke
- Vincent Rouffaer

## S
- Raoul Servais
- Ben Stassen
- Henri Storck
- Samy Szlingerbaum
- Boris Szulzinger

## T
- Guy Lee Thys
- Patrice Toye

## U
- Henri d'Ursel

## V
- André Valardy
- Patrick Van Antwerpen
- Jean-Claude Van Damme
- Jan Vanderheyden
- Jaco Van Dormael
- Erik Van Looy
- Frank Van Passel
- Roland Verhavert

## W
- François Weyergans

## Z
- Thierry Zéno